# Рогачов
Рогачо̀в или Рахачоу (на беларуски: Рагачоў; на руски: Рогачёв; на полски: Rohaczew) е град в Беларус, административен център на Рогачовски район, Гомелска област. Населението на града е 34 809 души (по приблизителна оценка от 1 януари 2018 г.).

## История
За пръв път селището е споменато през 1142 година.